# Jardin des Cinq Sens (Yvoire)
Pour les articles homonymes, voir Jardin des Cinq Sens.
Le Jardin des Cinq Sens, anciennement Labyrinthe Jardin des Cinq Sens, est un jardin ouvert au public situé au cœur d'Yvoire en Haute-Savoie. Il est construit sur le site de l'ancien potager du château d'Yvoire  selon l'art et la symbolique du Paradis perdu des jardins médiévaux. Il est classé Jardin remarquable par le Ministère de la Culture, est le sixième site naturel le plus visité de Haute-Savoie et le second dans le Chablais français après les gorges du Pont-du-Diable.

## Histoire
Le jardin se situe sur une ancienne zone de servitude militaire rattaché au château d'Yvoire. Après la révolution de 1789, le domaine est subdivisé en trois parcelles délimitées par un chemin communal, l'actuelle rue du Lac. Au XIXe siècle, le baron François d'Yvoire, amateur de botanique, décide de végétaliser le parc du château en plantant de nombreuses essences d’arbres rares. L'une des parcelles devient un jardin potager qui est ensuite laissé à l'abandon.
Dans les années 1980, Yves et Anne-Monique d’Yvoire reprennent en main le jardin à l'état de friche. Les travaux débutent en 1986. Ils en profitent pour redessiner complètement le jardin tout en conservant les essences d’arbres rares. Le jardin est ouvert au public en 1988.

## Le Jardin
Le jardin est ouvert au public de la mi-avril à la mi-octobre. Il détient une collection de plus de 900 variétés de plantes qui a été enrichi à plus de 1 500 espèces à partir de 2009. Le jardin est scindé en deux sous-ensembles. La première partie comprend des jardins dont le thème porte sur l'histoire du château et de la région :
- La Prairie alpine permet de rappeler que le bassin lémanique était une vallée glaciaire. On y trouve de nombreuses plantes d'altitudes.
- Le Sous-bois présente une collection de fougères et de plantes d'ombre.
- Le Tissage représente un damier de roses anciennes.
- Le Cloître permet de se reposer à la façon des monastères. On y trouve des plantes médicinales et aromatiques regroupées selon leur emploi au Moyen Âge.

La seconde partie est construite autour d'un labyrinthe végétal fait de haies de charmilles et de pommiers palissés et dont les pièces principales accueillent des compositions qui se déclinent selon les cinq sens :
- Le Jardin du Goût comprend des légumes, des petits fruits et des fleurs comestibles.
- Le Jardin de l'Odorat rassemble des plantes sélectionnées pour leur parfum.
- Le Jardin du Toucher où l'on peut découvrir des plantes aux textures variées.
- Le Jardin de la Vue offre un décor dominé par un camaïeu de bleu clair à pourpre.
- Le Jardin de l'Ouïe est mis en spectacle par la volière centrale avec le chant des oiseaux et le murmure de l'eau. Il rassemble des essences favorables à l’avifaune.

Le jardin cultive aussi des espèces potagères disparues en collaboration avec le Centre de Ressources de Botanique Appliquée (CRBA) de Lyon dans un jardin distinct.
|  |

## Récompenses
Le jardin a obtenu plusieurs récompenses :
- en 1989, le prix d'Or de l'Initiative touristique ;
- en 1992, la médaille d'Or de la Société Nationale d'Horticulture de France (SNHF) ;
- en 1997, le premier prix Vacances en France ;
- en 2004, le label Jardin remarquable décerné par le Ministère de la Culture ;
- en 2008, la médaille des Vieilles Maison Françaises[4].

## Galerie

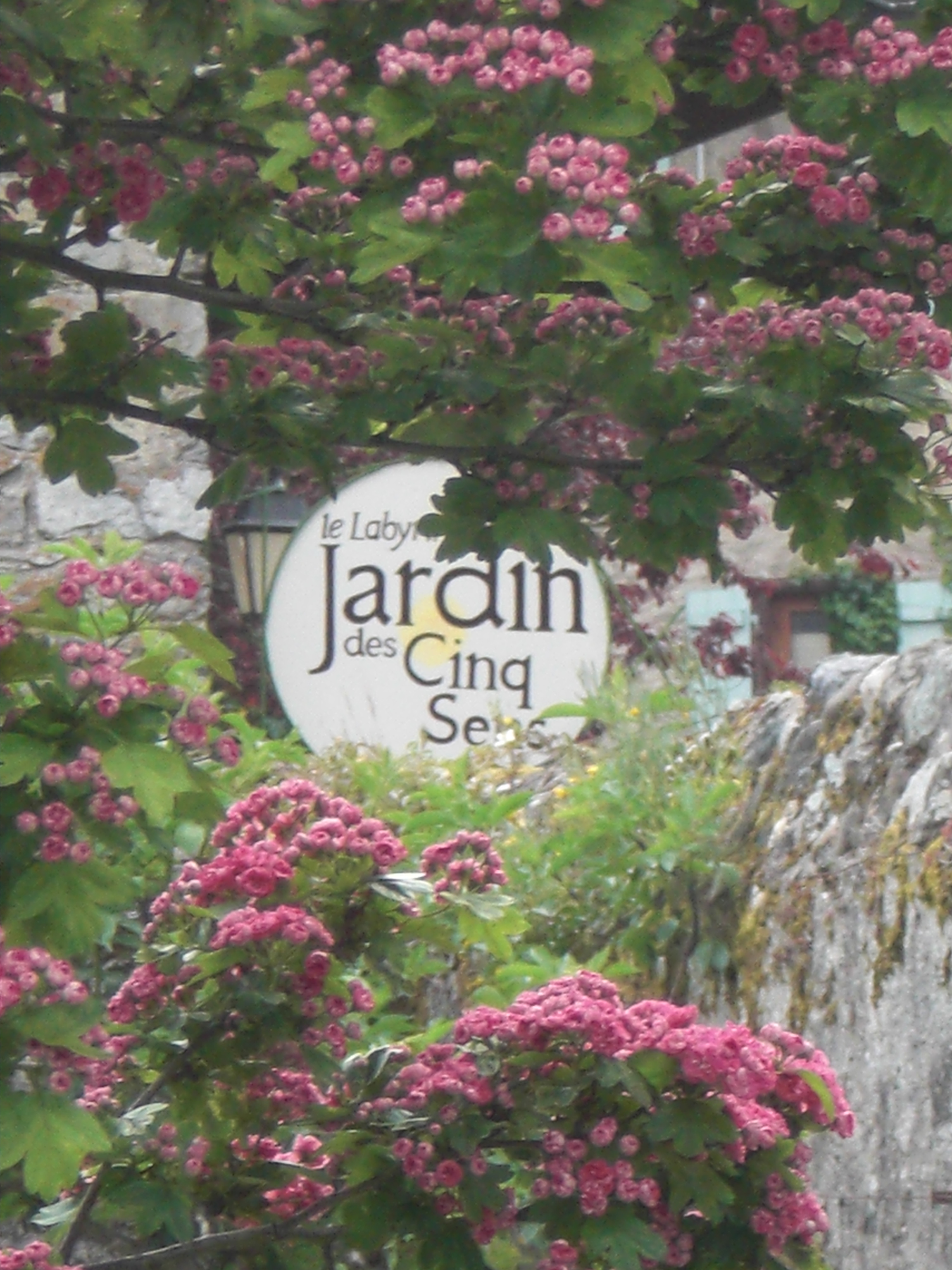
L'enseigne du Jardin vue depuis le Jardin en fleurs.
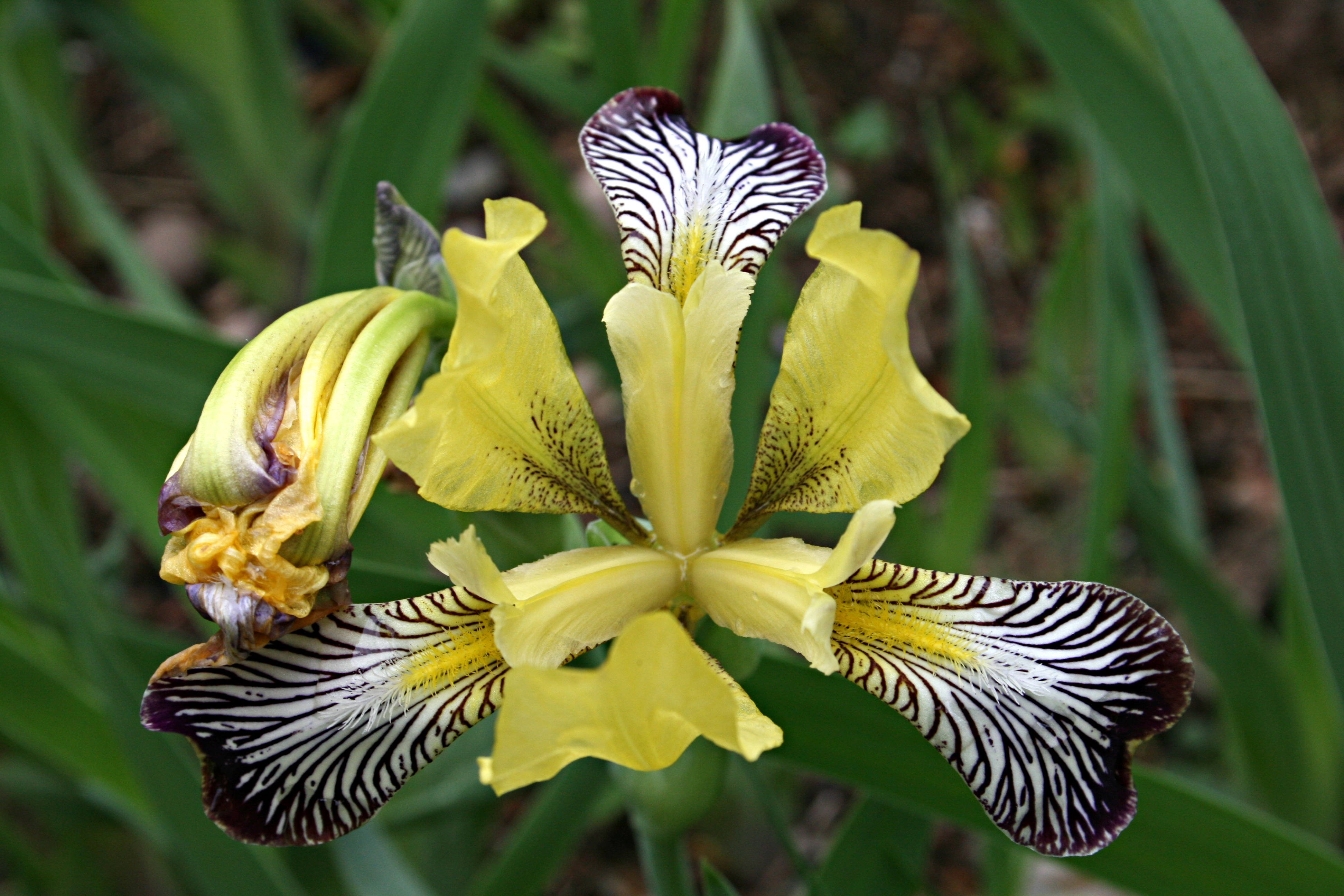
Iris variegata
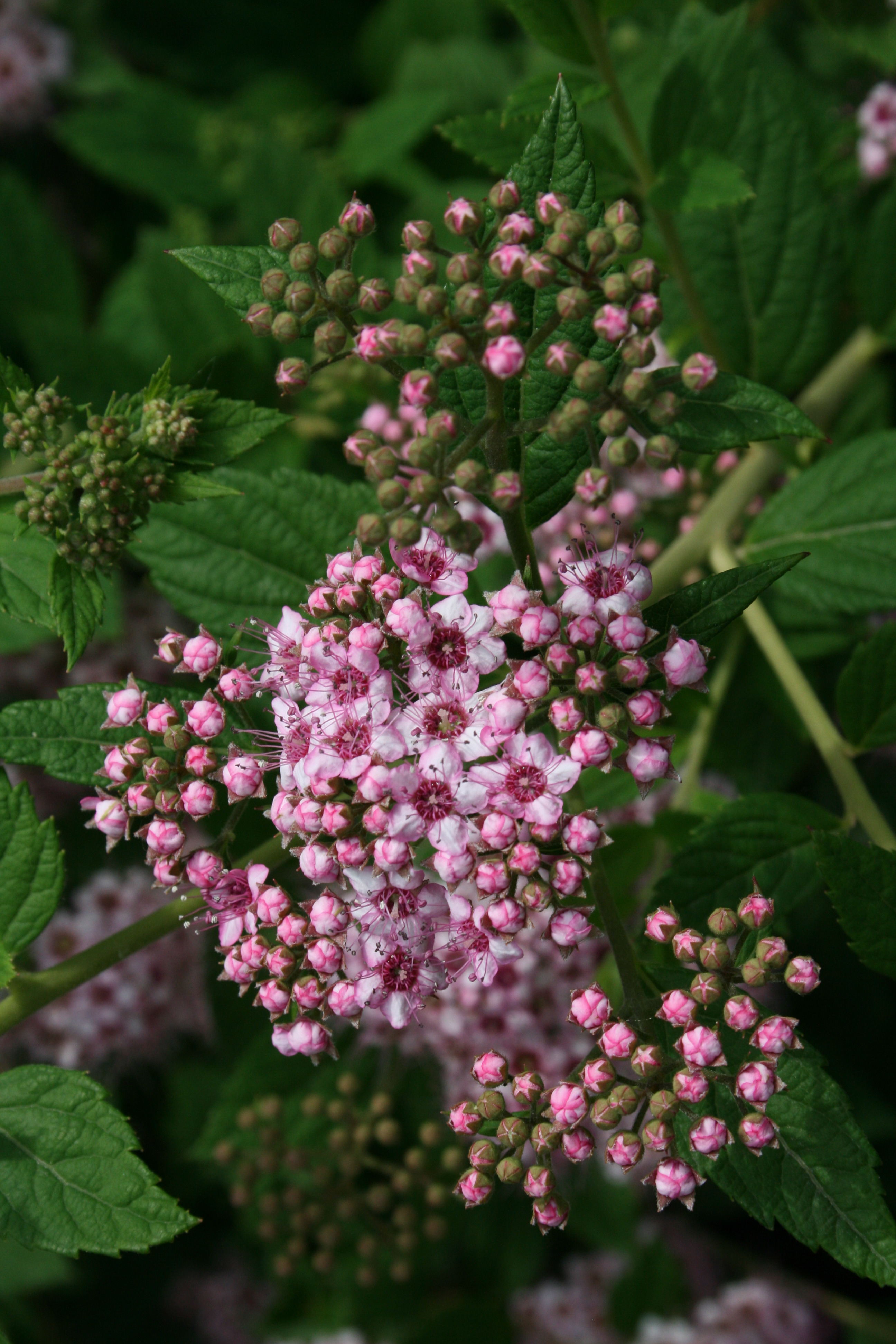
Spiraea japonica.
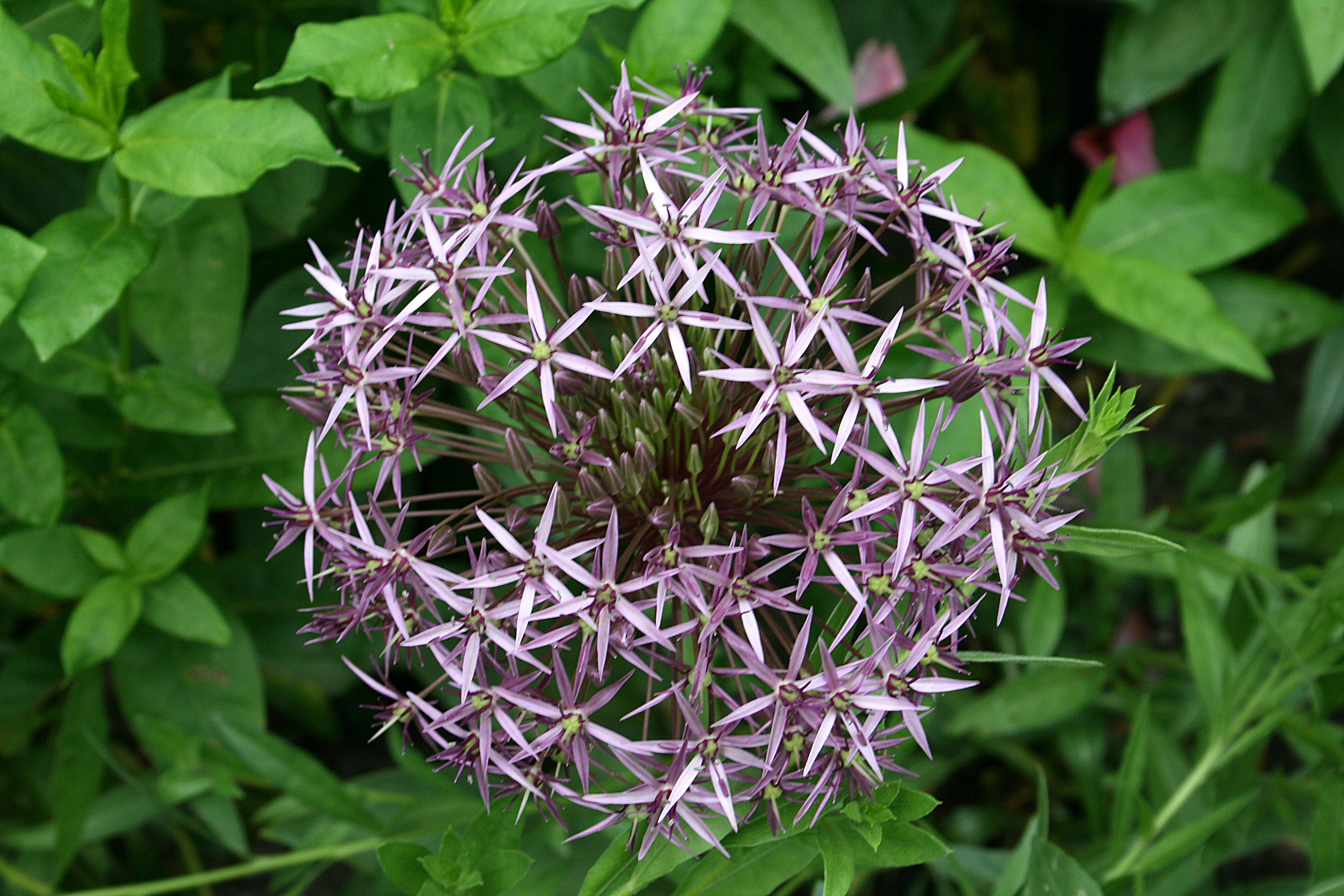
Ail Étoile de Perse.
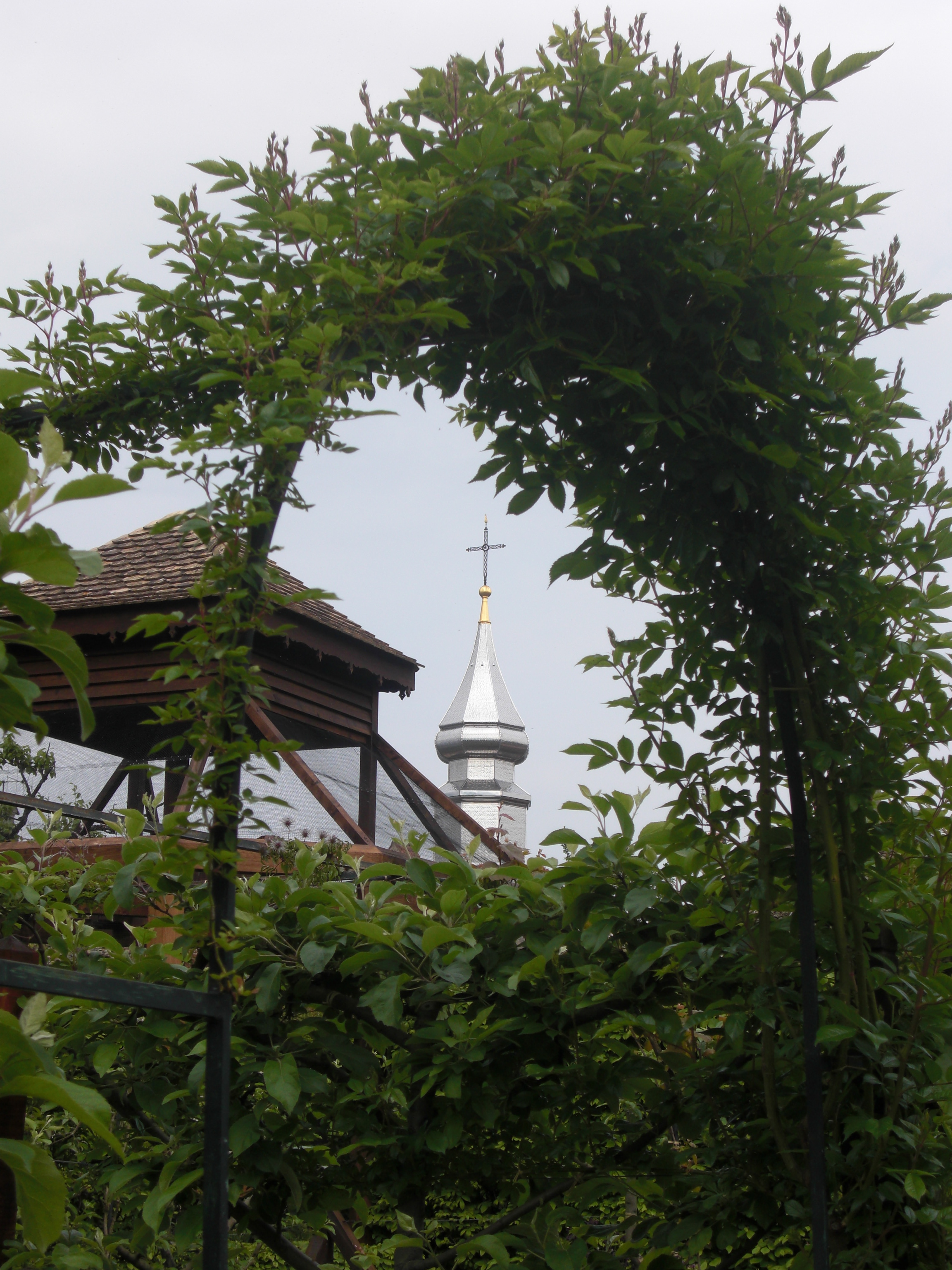
Le clocher du village et la volière au centre du Jardin à travers les feuillages.
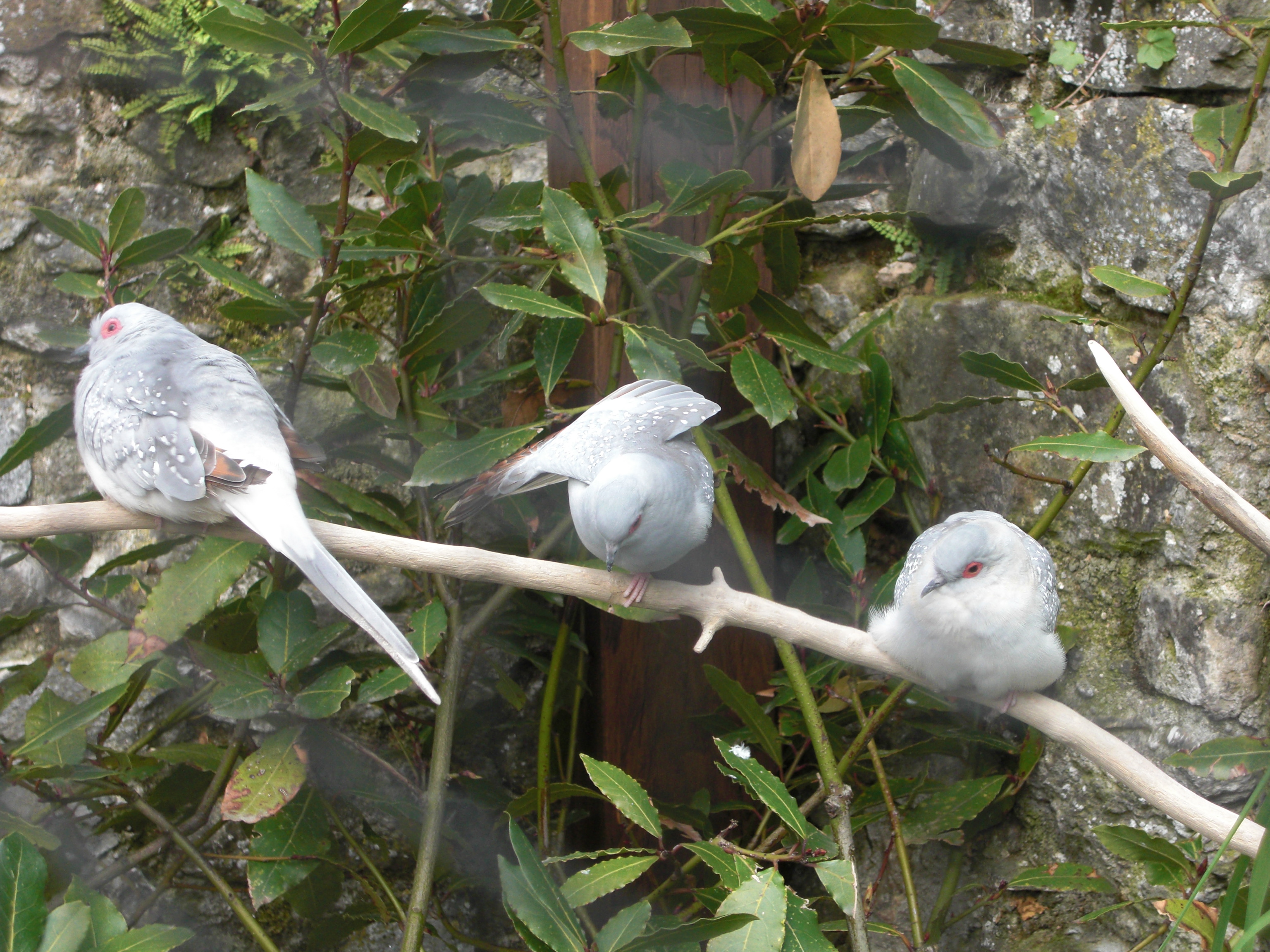
Les colombes diamants.
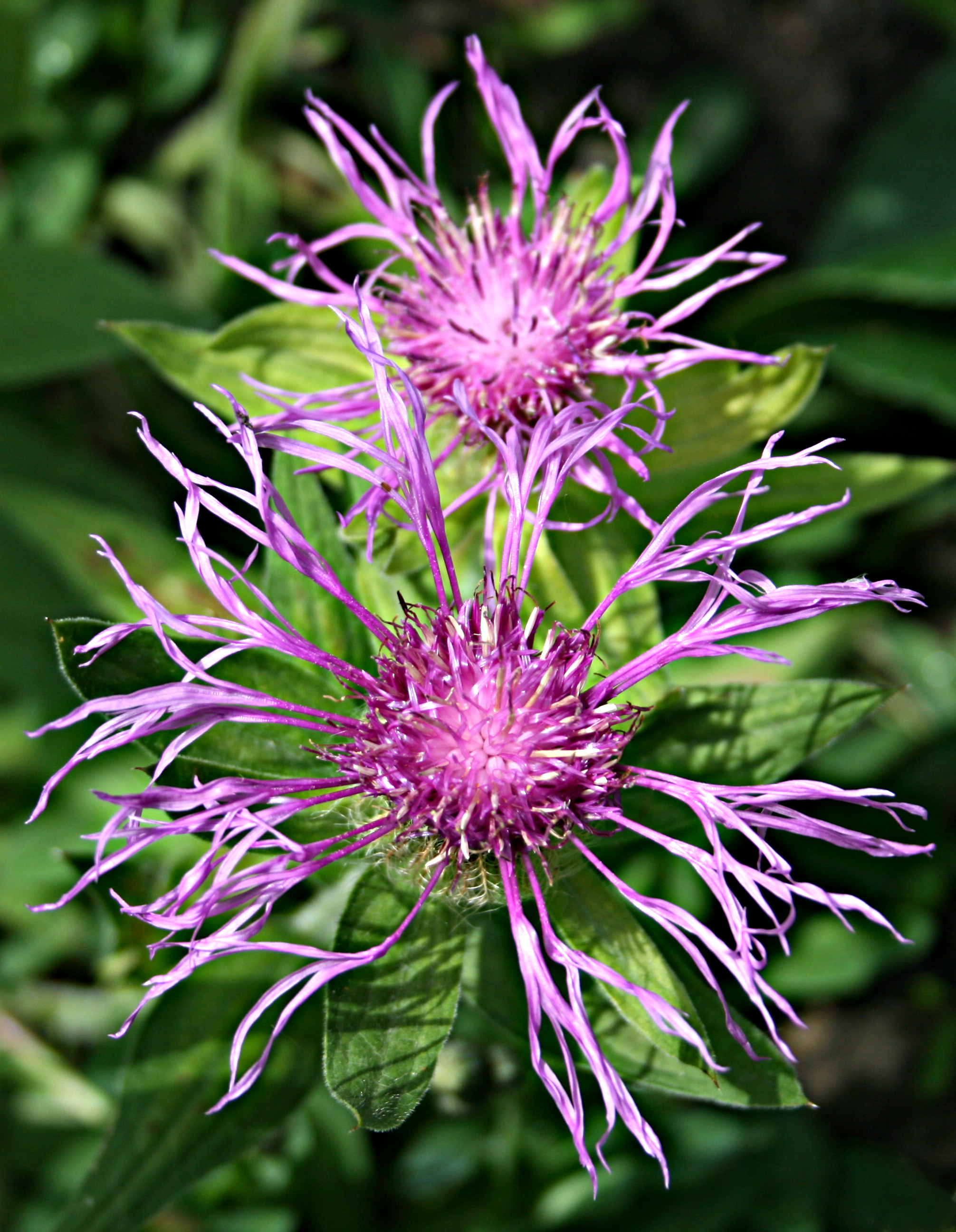
Centaurea uniflora.